# Jim McDermott
James Adelbert McDermott dit Jim McDermott, né le 28 décembre 1936 à Chicago, est un homme politique américain, élu démocrate du Washington à la Chambre des représentants des États-Unis de 1989 à 2017.

## Biographie
Jim McDermott est originaire de Chicago dans l'Illinois. Après des études de médecine au Wheaton Collegeet à l'université d'Illinois, il devient psychiatre. Il travaille d'abord en Illinois puis dans l'État de Washington. Il rejoint les corps médicaux de la Navy de 1968 à 1970. À son retour, il enseigne à l'université de Washington.
Il est siège à la Chambre des représentants de l'État de Washington de 1971 à 1972. Cette année-là , il est candidat au poste de gouverneur mais perd la primaire démocrate. Il entre au Sénat de l'État en 1975. En 1980, il est le candidat démocrate au poste de gouverneur, il est battu lors de l'élection générale. Il tente une troisième fois sa chance en 1984 mais perd à nouveau les primaires. Il quitte le Sénat en 1987 pour devenir médecin-officier du Service extérieur des États-Unis. 
En 1988, il est élu à la Chambre des représentants des États-Unis dans le 7e district de l'État de Washington (qui couvre une grande partie de Seattle et quelques zones environnantes) avec 76 % des voix. De 1990 à 2014, il est réélu tous les deux ans avec plus de 72 % des suffrages. En janvier 2016, il annonce qu'il n'est pas candidat à un quinzième mandat en novembre. Une démocrate Pramila Jayapal lui succède.

## Historique électoral

### Chambre des représentants
| Année | Jim McDermott | Rép    | Lib   | Vert   | SWP   | Reform | Ind    |
| ----- | ------------- | ------ | ----- | ------ | ----- | ------ | ------ |
| Année |               |        |       |        |       |        |        |
| 1988  | 76,3 %        | 23,7 % | —     | —      | —     | —      | —      |
| 1990  | 72,3 %        | 24,1 % | —     | —      | 3,6 % | —      | —      |
| 1992  | 78,4 %        | 19,1 % | —     | —      | —     | —      | 2,5 %  |
| 1994  | 75,1 %        | 24,9 % | —     | —      | —     | —      | —      |
| 1996  | 81,0 %        | 19,0 % | —     | —      | —     | —      | —      |
| 1998  | 88,2 %        | —      | —     | —      | 2,4 % | 9,4 %  | —      |
| 2000  | 72,8 %        | —      | 7,6 % | 19,6 % | —     | —      | —      |
| 2002  | 74,1 %        | 21,9 % | 4,0 % | —      | —     | —      | —      |
| 2004  | 80,7 %        | 19,3 % | —     | —      | —     | —      | —      |
| 2006  | 79,4 %        | 15,7 % | —     | —      | —     | —      | 4,9 %  |
| 2008  | 83,7 %        | 16,3 % | —     | —      | —     | —      | —      |
| 2010  | 83,0 %        | —      | —     | —      | —     | —      | 17,0 % |
| 2012  | 79,7 %        | 20,3 % | —     | —      | —     | —      | —      |
| 2014  | 81,0 %        | 19,0 % | —     | —      | —     | —      | —      |